# Scoliocentra scutellata
Scoliocentra scutellata är en tvåvingeart som först beskrevs av Garrett 1921.  Scoliocentra scutellata ingår i släktet Scoliocentra och familjen myllflugor.
Artens utbredningsområde är British Columbia. Inga underarter finns listade i Catalogue of Life.